# Махаліна Юлія Вікторівна
Юлія Вікторівна Махаліна (рос. Юлия Викторовна Махалина, 23 червня 1968, Ленінград, РРФСР, СРСР) — радянська і російська артистка балету. Народна артистка Росії (2008).
Закінчила Академію російського балету імені А. Я. Ваганової. У 1998 році перемогла у балетному конкурсі Benois de la Danse.